# Gentzschein
Gentzschein är en svensk adelsätt, möjligen med ursprung från Sachsen i Tyskland, enligt en obestyrkt tradition inom släkten. Fast stamfadern Thomas Gentzschein adlades 1650, dröjde det till 1967 innan ätten introducerades på Sveriges Riddarhus på nummer 2346, som en av de allra sista adliga ätterna att uppnå introduktion på Riddarhuset, där den sist introducerade ätten har nummer 2349. Medlemmar av släkten är bosatta i USA och möjligen kan även medlemmar fortleva i Norge där flera levde under första delen av 1800-talet.
Vapen: En förgylt sköldh, deruthi en svart biörn, hållandes i sin högra ram en klubba, ofvanpå skölden en öpen tornerhielm, löfverket och skaffreringen svart och förgyld, opå hielmen en förgylt Chrona och uthi Chronan ett opstående halft Leijon, som håller i sin venstra fot ett bart svärdh.

## Släkttavla i urval
1. Thomas Gentzschein, adlad Gentzschein, till Hienhoff på Dagö. Löjtnant. Tidigare löjtnant i svensk tjänst, och hovmästare hos generalguvernören över Estland och Livland, greve Jakob De la Gardie. Adlad i Sverige av drottning Kristina 1650-09-20, med bibehållande av namnet, död 1658 på Hienhoff och begraven jämte hustrun i Puhaleps kyrka på Dagö. »Han hade många år berömligen tjänat Sverige i ryska, livländska och preussiska krigen.» Gift med Anna Magdalena von Hoffe, vilken kvarlevde som änka på Hienhoff ännu 1664. Makarna bekostade och till nämnda kyrka skänkte en dyrbar och ännu begagnad i predikstol. En över makarna lagd gravsten är nu upprest och inmurad i kyrkomuren.
  1. Jakob till Hienhoff, fänrik vid livgardet 1652, följde 1652 med majoren Carl von Scheidings kompani till Riga. Var 1658 i privat tjänst hos greve Magnus Gabriel De la Gardie. Ägde förutom Hienhoff tillika en egendom i Livland, varest makan bodde efter hans död. Död 1688. Gift 1657-02-04 med Hedvig Katarina von Woldeck (Waldeck), vilken levde ännu 1689, dotter av slottsvakten på Kexholm, Christofer von Woldeck till Sutlem och Elisabeth Tiesenhausen.
    1. Thomas Christoffer, född i Livland, fältväbel vid Kongl. Livgardet 1696, kaptenlöjtnant vid Upplands infanteriregemente 1700-04-06. Kapten 1701-07-27, död 1709-01-07, stupade i slaget vid Wiprecht i Ukraina. (Skriver 1694–1697 t Kammarkoll ang godset Hienhoffs meliorations vedergällande. Han och hans syskon har all sin egendom mist (RA:Dipl G4c).
    2. Magnus Ernst d. ä., född 1666 på Dagö. I tjänst vid livgardet 1683-05-08, avsked 1686-04-07. Korpral vid överste Aderkas regement i dansk tjänst 1686-06-05, avsked 1687, sergeant vid Tiesenhausens regemente i Holland 1688. Sergeant vid Campenhausens infanteri regement 169, löjtnant vid Nierothska livländska regementet 1700-12-29, konfirmation 1701-01-24, kapten vid Niggenska lantmilisbataljonen 1701-12-05, överstelöjtnants fullmakt vid uppbådade manskapet i Uppland, sedermera överstelöjtnant vid Östgöta livregemente till häst, död 1742-06-25 i Söderköping. Gift 1719-04-05 med sin piga Ingeborg Samuelsdotter Viklander, född 1691, död 1746-08-08 i Söderköping, med vilken han haft 2 eller 3 barn före äktenskapet; hon skall sedan flyttat till Småland
      1. Charlotta Juliana, född 1713-08-13 Österåkers socken, Uppsala län.
      2. Hans Heinrich, »var vid bouppteckningen efter fadern äldst och myndig», rustmästare, död 1772. Gift 1751-12-19» med Maja Stina Hörning, född 1718, död 1779. (Om hans barn som 1784 bodde i Söderköping finnes av pastorn därstädes antecknat, »de synas hava spårlöst försvunnit».)
        1. Magnus, född 1752, var svagsint. Död 1791-12-04 därstedes.
        2. Juliana Lovisa, född 1754-12-25 i Söderköping. Död 1755-12-09.

      3. Johannes, född 1719-10-05 i Österåkers socken, Uppsala län.
      4. Jacob, född 1722-01-15 i Österåkers socken, Uppsala län, död ung.
      5. Magnus Ernst d. y., född 1724-07-29, i Österåker, kronouppbördsskrivare i Stockholm. Besökare i Marstrand i 1758-05-00, levde ännu 1761 därstädes. Gift 1750-12-16 med Anna Katarina Enbeck.
        1. Carl Magnus, född 1752-12-20 i Stockholm, Katarina församling. Började inom perukmakareyrket. Anställd vid Kungliga Örlogsflottan, varest han avancerade till lärstyrman. Transport till Göteborgs eskader, bosatt i Örgryte socken vid Göteborg. Gift med Cecilia Lundbeck, född 1747, död 1805.
          1. Wilhelm, född 1778-05-29 »på gamla varvet», student vid Greifswalds universitet 1796, magister därstädes 1804, adjunkt vid amiralitetet i Göteborg 1804-11-22, extra ordinarie bataljonspredikant 1805-04-30, ordinarie bataljonspredikant 1816-03-05, kyrkoherde i Naverstads socken 1818-07-25, prost 1825, död 1840-08-12 i Naverstad. »Han var en mycket lärd och språkkunnig man. Han bevistade som präst i flottan affärerna vid Krageröd, Fredriksstad[förtydliga] med flera, utdelande tröst åt sårade och döende, personligen utsatt för de stridandes skottväxling.» Gift 1814-01-12 med Johanna Maria Svanberg, dotter av en bageriålderman i Göteborg.
            1. Wilhelm Theodor, född 1816-11-24 i Göteborg, volontär vid Kungliga Bohusläns regemente, sergeant (med bostället Ramtveten i Mo socken i Bohuslän) 1856. Underjägare vid häradsallmänningen i Främmestads socken, död 1872-11-10 på Qvistabacken. Gift i början av 1840-talet med Helena Lundström, född 1814-03-30 i Naverstad, död 1882-12-11, vid Grunnebo hed.
              1. Clara Sofia, född 1840-11-08, död 1932-03-30. Gift 1861-10-06 med skomakarmästaren Gustaf Albrektsson, född 1832, död 1912.
              2. Wilhelm, född 1842-01-14, död 1848-11-26.
              3. Richard, född 1844-06-08, död 1862-12-27.
              4. Hilma Charlotta, född 1848-02-28, död 1926-07-20. Gift 1883-10-16 med förste stationsskrivaren vid Statens järnvägar Carl Johan Albert Höglund, född 1848-12-12, död 1931-02-23.
              5. Leontine Wilhelmina, född 1851-05-28, död 1929. Gift med ingenjör John Mac Lean, död 1895.
              6. Ida Carolina (Lina), född 1863-06-01. Gift 1890-07-21 med förste stationsskrivaren vid Bergslagernas järnväg Anders André, född 1854-02-05, död 1930-06-07.

            2. Hilda Maria, född 1818-10-09 i Göteborg, död 1904. Gift med possessionaten Niclas Reinhold Sundelius, född 1821, död 1886.
            3. Carolina Fredrika Amalia, född 1821-04-03 i Naverstad, levde ännu 1896.
            4. Richard Julius, född 1822-11-28 i Naverstad, bruksbokhållare vid Ransäter 1842, lantmäteriexamen 1843-10-19, lantmäteriauskultantexamen 1845-04-21. Extra ordinarie kammarskrivare i Jönköpings tullkammare 1848-02-01, vice kommissionslantmätare i Skaraborgs län 1850-03-20, ledamot av länets hushållningssällskap 1855-12-01, kommissionslantmätare 1857-08-25, fullmakt 1857-10-02, extra ordinarie rådman i Skövde 1885, avsked från kommissionslantmätaretjänsten med pension 1887-02-09, död 1896. Han ägde ett flertal egendomar i Skaraborgs län. Gift 1855-01-03 med Maria Beata Synnerholm, född 1832-09-27, död 1917.
              1. Anna Helena Maria, född 1856-05-12, död 1926. Gift 1879-10-06, med översten vid Fortifikationen, RSO, RVO, LKrVA, Viktor Levin Theodor Bergelin, född 1845-11-07, död 1926.
              2. Eric Thomas, född 1858-01-13 i Lidköping. Intogs i Skara högre allmänna läroverk 1868, volontär och officersaspirant vid Kungliga fortifikationen 1875, avsked 1877, blev därefter sjöman samt seglade över en stor del av världen. Styrmans och sjökaptensexamen i Göteborg 1879, ångbåtsbefälhavareexamen i Strömstad 1884–1885, befälhavare på olika ångare. Sjökapten. Död 1910-07-03 i Västra Tollstads församling, Ög. Gift 1893-02-04 i Hjo med Edla (Ellen) Josefina Wallin, född 1871-11-06 i Hjo stadsförsamling, bosatt i Hjo. Dotter av skepparen Karl August Wallin (August Wallin) och Johanna Wallin.
                1. Anna Maria Helena, född 1893-07-06 i Stockholm, Katarina församling, bosatt i Hjo. Servitris.
                2. Kristina (Stina) Johanna, född 1894-09-07 i Västra Tollstad förs. (socken), Östergötlands län. Gift 1:o 1914-07-06 i Hjo stadsförs. med (kaptenens K. Göta artilleriregementes reserv) brandchefen i Jönköping, reservunderlöjtnanten Einar Enander, från vilken hon blev skild gm Jönköpings hr:s dom 1927-06-07, född 1886-11-20 i Göteborg, Lyndby församling. Son av lantbrukaren Axel Vilhelm Enander och Hilda Elisabet Bohle. 2:o 1927-11-18 i Sthlm, Oscars församling med bruksägaren Lars Gunnar Mauritz Liberg i hans 2:a gifte, från vilken hon blev skild gm Rekarne hr:s dom 1943-03-09. (Gift 1:o med Elin Katarina N. N. Skilsm 1918-07-10). Född 1881-01-26 (1881-01-24) i Sthlm, S:t Jacobs förs. (Nyby bruk). Son av grosshandlaren Linus Laurentius Liberg o. Agnes Sofia Charlotta Vogel.
                3. Bror Erik Richard, född 1897, sjökapten. (hans ättlingar synes inte vara införda i släkttavlan på adelsvapen.com)
                4. Maria Margareta (Greta), född 1898-06-11 i Västra Tollstad, död 1899-08-21 därst.
                5. Ellen Ingeborg Katarina (Karin), född 1899-05-20 i Västra Tollstads förs., Östergötlands län. Anställd vid länsstyrelsen i Stockholm. GMnor6. Gift 1937-10-03 i Sthlm, Kungsholms förs. med bankkamreraren Erik Folke Hoflin. Född 1901-06-14 i Rödöns förs., Jämtl. Anst. v. Upplandsbanken i Sthlm. Bankkamrer. Son av handlaren Johan Johansson o. Kristina Matilda Mattsdotter.
                6. Thomas Gillis, född 1900-07-22 i Västra Tollstads församling, Östergötlands län. Realskoleexamen i Hjo 1916, studentexamen i Stockholm 1925. Anställd vid yllefirman E. Rönnqwist, Borås, 1917 och vid Trollhätte kraftverk 1917–1925. Filosofie stud. vid Stockholms högskola. Filosofie magister. Adjunkt vid HAL i Västerås. Adjunkt vid sjöbefälsskolan i Härnösand. Gift 1937-08-09 med Ruth Hedvig Sundblad, född 1908-11-20 i Kumla församling, Ör. Överpostexpeditör vid postkontoret i Härnösand. Dotter av lokföraren Josef Fritiof Sundblad och Hedvig Eleonora Matilda Svanlund.
                  1. Hedvig Margareta, född 1939-05-02 i Sthlm, Oscars församling.
                  2. Anna Katarina (Ann-Katrin), född 1940-09-22 i Sthlm, Oscars församling.
                  3. Göran Thomas, född 1942-03-24 i Sthlm, Oscars församling.
                  4. Ellen Kristina Elisabet
                  5. Bengt Erik.

                7. Maria Margareta (Greta), född 1898-06-11 i Västra Tollstad, död 1899-08-21 därst.
                8. Ellen Ingeborg Katarina (Karin), född 1899-05-20 i Västra Tollstads förs., Östergötlands län. Anställd vid länsstyrelsen i Stockholm. GMnor6. Gift 1937-10-03 i Sthlm, Kungsholms församling, med bankkamreraren Erik Folke Hoflin. Född 1901-06-14 i Rödöns förs., Jämtl. Anst. v. Upplandsbanken i Sthlm. Bankkamrer. Son av handlaren Johan Johansson o. Kristina Matilda Mattsdotter.
                9. Thomas Gillis (son av Eric Thomas, Tab. 8), född 1900-07-22 i VästraTollstads förs., Östergötlands län. Realskoleexamen i Hjo 1916, studentexamen i Stockholm 1925. Anställd vid yllefirman E. Rönnqwist, Borås, 1917 och vid Trollhätte kraftverk 1917–1925. Filosofie stud. vid Stockholms högskola. Filosofie magister. Adjunkt v. HAL i Västerås. Adjunkt v. sjöbefälsskolan i Härnösand. Gift 1937-08-09 i Norra Fågelås förs. Skar (vb.) (Sthlm, Matteus förs., vb) med Ruth Hedvig Sundblad, född 1908-11-20 i Kumla förs., Ör. Överpostexpeditör v. postkontoret i Härnösand l. GMnor6. Dotter av lokföraren Josef Fritiof Sundblad o. Hedvig Eleonora Matilda Svanlund.
                  1. Hedvig Margareta, född 1939-05-02 i Sthlm, Oscars förs..
                  2. Anna Katarina (Ann-Katrin), född 1940-09-22 i Sthlm, Oscars förs..
                  3. Göran Thomas, född 1942-03-24 i Sthlm, Oscars förs.
                  4. Ellen Kristina Elisabet
                  5. Bengt Erik.

              3. Johanna Sofia (Hanna), född 1860-03-11. Gift 1:o med grosshandlare Anders Per Gustaf Bergqvist, född 1844-06-11 i Lidköping, död 1898-09-25 i Stockholm. Gift 2:o 1901-09-20 med telegraftjänstemannen Torsten Gustaf Arvid Lode, född 1857-05-25 (Helsingfors), död 1919-06-18 i Helsingfors.
              4. Carl Richard, född 1863-06-02 i Lidköping, intogs i Skara högre allmänna läroverk 1873, student 1884, bokhållare vid Matfors bruk 1884, inspektor där. Övergick till trävaruindustrin 1889, korrespondent hos firman Faure Walker & Co i Stockholm 1894. Inspektör hos grosshandlare Carl Hauffman i Stockholm. Sedermera skeppningsdisponent och förvaltare vid Borgå ångsåg i Finland. Död 1918-11-29 i Borgå. Gift 1891-10-14 i Sundsvall med Emilia Ottilia Kuylenstierna nr 1304 (T63 Ö15) i hennes 2:a gifte (gift 1:o 1877-04-15 i Visby med v. konsuln John Edward Stare, född 1848-04-15, död 1890-02-13 i Visby), född 1859-11-28. Dotter av telegrafkommissarien Otto Fredrik Kuylenstierna och Emma Westerdahl, bosatt i Helsingfors.
                1. Richard Helmer Carl Magnus (son av Carl Richard, Tab. 12), född 1893-06-02 i Sundsvalls församling. Studier i Tyskland 1911–14, ingenjör hos Ab. Gasaccumulator i Stockholm 1915–17, hos Oxweld Acetylene Company, Newark, N. J., U. S. A. 1917–19, hos Zitting & Co och Max Schüler & Co. i Helsingfors 1919– 22, egen ing.-byrå i Helsingfors 1922–31. Verkställande direktör för vinfabriken O/Y Kuohu AB., och disponent för AB. Norma OY. från 1932 samt innehar dessutom ing.-byrå i Helsingfors. Tjänsteman v. statens handelskommission. Anst. v. sjökartebyrån i sjöfartsstyr. Frivillig ambulansförare i finska skyddskåren. Ingenjör Kunnian Isänmaa 1939–1940. Hemmatruppernas Minneskors 1941–1944. FinlMM4l 1957-06-06, Frihetskrigarnas Vårdstiftelses Blå Kors. Död 23 september 1989 - Helsingfors. Gift 1) med 1922-10-28 i Helsingfors, Olaus Petri förs. med Maj-Lis Saga Sallmén, född 1898-06-05 i Kolka förs., Finland. Gift 2) med Anna Helfrid Saarelainen 1905-1992.[2]
                  1. Marianne, född 1924-09-24 i Helsingfors, Olaus Petri förs. Studentexamen i Helsingfors, Svenska privata läroverket för flickor, 1942.
                  2. Kate, född 1925-12-29 i Helsingfors., Olaus Petri förs. Kontorist sekreterare.

                2. Iris Maria Emma Ottilia, född 1897-08-24 i Sundsvalls förs.. Försäkringstjänsteman vid Industriidkarnas ömsesidiga olycksfallsförsäkringsbolag. Prokurist. Gift 1932-08-17 i Helsingfors Södra Svenska förs. med Georg (Geo) Ekström, tjänsteman vid Helsingfors gasverk. Född 1891-11-20 i Helsingfors, Södra Svenska förs. Fältväbel i finl. arméns reserv o. skyddskårerna. Son av Philip Victor Ekström och Sofia Sundelöv.
                3. Sigurd Carl Magnus Ernst, född 1902-10-17 i Borgå landsförs., Finland. Teknisk ledare vid vinfirman O/Y Kouhu AB i Helsingfors. Gift 1937-07-17 i Helsingfors Södra Svenska förs. med Dagmar Cecillia Bäckström. Född 1897-01-11 i Baku, Ryssland. Examen apotekare. Filosofie magister.

          2. Carl Magnus, född i 1783-11-00, sjöman, död 1840 i Naverstad, var gift och bodde i Tønsberg i Norge och hade flera barn, i övrigt är intet känt om denna gren av släkten: 
            1. Ernst
            2. Carl Magnus
            3. Dorotea, gift med en handlande Andersson i Fjällbacka eller Lysekil.

          3. Carolina, född 1787, gift med sjökapten Timén.

    3. Hedvig Margareta, processade med brodern 1712–1714 över arvet efter brodern Thomas Christoffer.
    4. ?Möjligen var även Henrik Gift, fänrik vid Liewenska livländska infanteri-regementet, och som blev fången vid Vesenberg 1708-08-10, en broder till dessa.